# Convención Nacional del Perú (1833)
La Convención Nacional del Perú de 1833-1834 fue el tercer Congreso Constituyente de la historia republicana peruana, que se instaló el 12 de septiembre de 1833, y cuya principal labor fue discutir las reformas constitucionales, que dieron como resultado la promulgación de una nueva Constitución Política, el 10 de junio de 1834. Nombró también como presidente provisorio de la República al general Luis José de Orbegoso, el 20 de diciembre de 1833. Clausuró sus sesiones el 11 de agosto de 1834.

## Antecedentes
Los legisladores que redactaron la Constitución liberal de 1828, habían acordado que luego de cinco años debía reunirse una Convención Nacional con la misión de hacer una reforma constitucional de manera total o parcial. En el mismo texto constitucional quedó consignada tal disposición:

Art. 177º.- En julio del año de mil ochocientos treinta y tres se reunirá una Convención Nacional, autorizada para examinar y reformar en todo o en parte esta Constitución.

La razón que arguyeron los legisladores de 1828 era que en el lapso de cinco años la experiencia daría mejores ideas para administrar la República y por lo tanto al cumplirse dicho período sería necesario realizar cambios o reformas. Aunque en realidad, el principal interés de dichos legisladores era dar tiempo para la instalación de un régimen federal, vista la factible federación con la república vecina de Bolivia. Debemos señalar que la República Peruana nació bajó una estructura unitaria, aunque buena parte de sus primeros legisladores simpatizaban con el régimen federal. El unitarismo se impuso por cuestiones prácticas.

## Convocatoria e instalación
Culminado pues, el plazo de cinco años en 1833, el mandato de la reforma constitucional debía ser cumplido. Gobernaba entonces el general Agustín Gamarra, cuyo período presidencial ya vencía, por lo que las elecciones de los miembros de la Convención Nacional coincidieron forzosamente con las elecciones para Presidente y para un Congreso Extraordinario. Esto último conllevaba una complicación, pues simultáneamente habrían de funcionar dos cuerpos legislativos, cuya pugna sería inevitable. Sin embargo, mientras que las elecciones de los convencionales se realizaron sin mayor problema, las elecciones presidenciales y parlamentarias se frustraron por una serie de dificultades.
Las Juntas Preparatorias de la  Convención Nacional se reunieron en Lima el 2 de julio de 1833 y estuvieron presididas por el clérigo Francisco de Paula González Vigil. La Convención propiamente dicha se instaló el 12 de septiembre de 1833, con el mismo González Vigil como presidente. Luego ocupó dicho cargo el famoso clérigo Francisco Javier de Luna Pizarro, quien por efecto de sucesivas elecciones mensuales, lo ejerció del 12 de diciembre de 1833 hasta el 12 de marzo de 1834. Tanto Vigil como Luna eran liberales, con lo que quedó evidente que dicha ideología sería la dominante en la Convención Nacional.

## La elección de Orbegoso

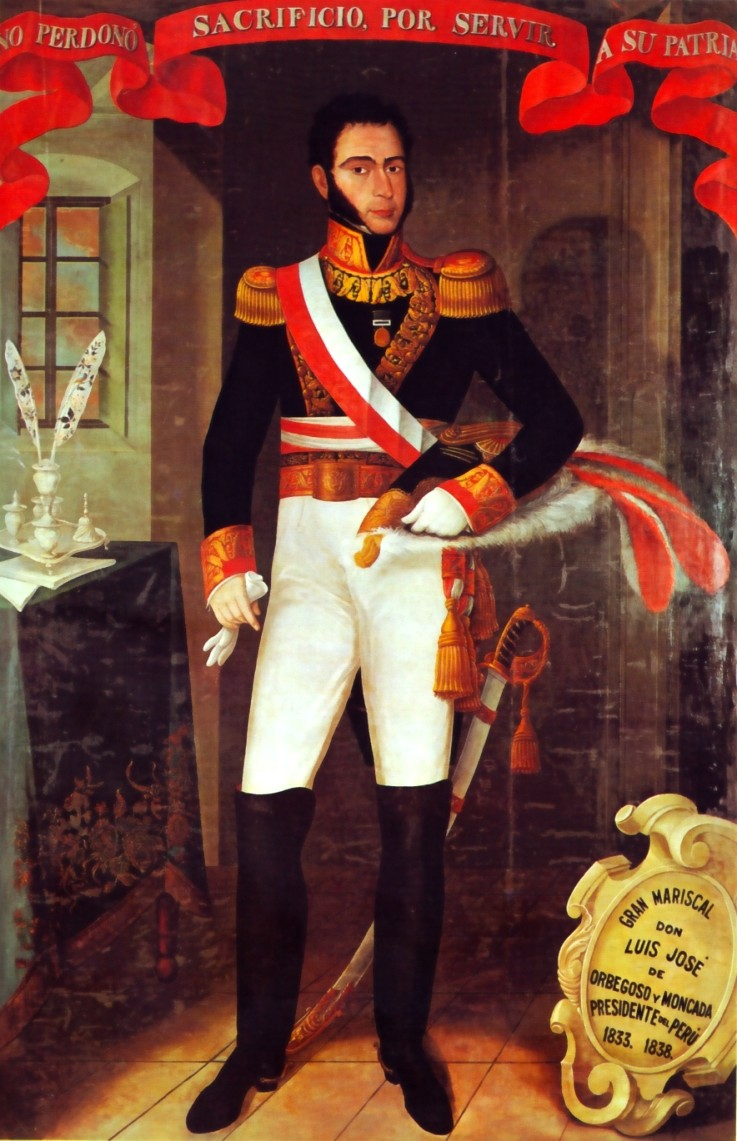
Luis José de Orbegoso

Quedaba pendiente el problema de la sucesión presidencial, pues el período de Gamarra vencía el 20 de diciembre de 1833, y aunque los convencionales limitaron sus trabajos al proyecto de Constitución, hubieron de entrar en pugna con el poder ejecutivo, en cuanto reclamaron su derecho para intervenir en otras cuestiones de interés nacional. El conflicto quedó resuelto cuando Gamarra comunicó el 18 de diciembre a la Convención Nacional su propósito de abandonar el poder al día siguiente, por ser el último de su mandato. La Convención Nacional procedió entonces a la elección de un Presidente Provisorio. Como candidato gobiernista o gamarrista se presentó el general Pedro Pablo Bermúdez; los liberales, por su parte, apoyaron la candidatura del general Luis José de Orbegoso. Otro candidato fue el general Domingo Nieto. Orbegoso obtuvo 47 votos, Bermúdez 36 y Nieto un solo voto.
Fue así como llegó a la presidencia el general Orbegoso, apreciado por su ánimo caballeroso, pero cuyo débil carácter lo hacía susceptible a las influencias de los políticos más experimentados. Se dijo que al igual que en la elección de José de La Mar de 1827 Luna Pizarro logró en 1833 que llegara al poder un militar manipulable y poco dado al caudillaje.

## Labor de los convencionales
Las labores de la Convención Nacional debieron efectuarse en medio de una grave crisis política, pues a poco de la elección de Orbegoso estalló la guerra civil de 1834. En esa ocasión, los partidarios del general Gamarra, dirigidos por el general Pedro Pablo Bermúdez y por La Mariscala, se alzaron contra el gobierno. Finalizó la guerra con el abrazo de Maquinhuayo, en que ambos bandos se reconciliaron, quedando reconocida la autoridad de Orbegoso.
Los convencionales orientaron su labor a prevenir, al menos en el papel, los excesos del autoritarismo militar. El texto constitucional estipuló que el presidente no fuese reelegido sino después de transcurrir un período, eliminó el cargo de vicepresidente y acentuó la influencia del poder legislativo. Reflejó también el impacto producido por el levantamiento del general Bermúdez, estableciendo en su artículo 173 que:

Si alguno usurpare el ejercicio del poder ejecutivo por medio de la fuerza pública o de alguna sedición popular, por el solo hecho pierde los derechos políticos, sin poder ser rehabilitado. Todo lo que obrare será nulo, y las cosas volverán al estado en que se hallaban antes de la usurpación, luego que se restablezca el orden.

## La Constitución de 1834

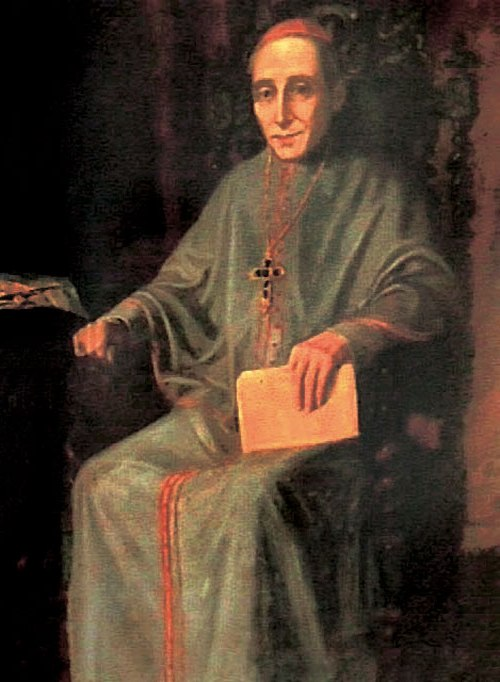
Francisco Javier de Luna Pizarro, presidente de la Convención Nacional (1833-34).

La Constitución fue promulgada el 10 de junio de 1834. Era la cuarta carta política peruana dada en once años y la tercera de carácter liberal (las anteriores fueron la de 1823 y la de 1828). Esta Constitución fue solo una enmienda o corrección de ciertos artículos de la Constitución liberal de 1828, con el propósito de facilitar la federación con Bolivia y contener los excesos del caudillismo militarista.
Estipuló que el presidente de la República no fuese reelegido sino después de transcurrir un período, para hacer imposible todo deseo de continuidad y perpetuación en el poder; eliminó el cargo de vicepresidente, a fin de evitar competencias con el presidente, y acentuó la influencia del poder legislativo, mediante la creación de un Consejo de Estado que debía ser elegido entre sus miembros, y al cual se asignó el ejercicio de sus atribuciones constitucionales durante el receso de las cámaras. Asimismo, quedó establecido el derecho del ciudadano peruano a reclamar ante el Congreso o el Poder Ejecutivo de cualquier infracción constitucional, se hizo obligatorio el juicio de residencia para todo funcionario del Poder Ejecutivo al terminar su cargo y no reconoció ningún otro medio de asumir el Poder Ejecutivo, fuera de lo constitucionalmente establecido. Los usurpadores del poder perdían automáticamente sus derechos políticos, sin poder ser rehabilitados, así como se anulaba todo lo que hubieran dictado desde el poder. A decir de Basadre, esto último solo fue una barrera de papel al autoritarismo y caudillismo militar.

## Presidentes de la Convención Nacional
Esta es la lista de los presidentes de la Convención Nacional:
| Imagen | Nombre                                  | Profesión             | Inicio                   | Fin                     |
| ------ | --------------------------------------- | --------------------- | ------------------------ | ----------------------- |
|        | Francisco de Paula González Vigil Yáñez | Clérigo               | 12 de septiembre de 1833 | 12 de octubre de 1833   |
|        | José Freyre Rodríguez                   | Abogado               | 12 de octubre de 1833    | 12 de noviembre de 1833 |
|        | Santiago Távara Andrade                 | Bachiller en Medicina | 12 de noviembre de 1833  | 12 de diciembre de 1833 |
|        | Francisco Xavier de Luna Pizarro        | Clérigo               | 12 de diciembre de 1833  | 13 de febrero de 1834   |
|        | Francisco Xavier de Luna Pizarro        | Clérigo               | 13 de febrero de 1834    | 12 de marzo de 1834     |
|        | Manuel Villarán Loli                    | Clérigo               | 12 de marzo de 1834      | 12 de abril de 1834     |
|        | Tomás Diéguez de Florencia              | Clérigo               | 12 de abril de 1834      | 12 de mayo de 1834      |
|        | Marcos Farfán                           | Clérigo               | 13 de mayo de 1834       | 12 de junio de 1834     |
|        | Rufino Macedo Béjar                     | Político              | 12 de junio de 1834      | 12 de julio de 1834     |
|        | Francisco de Paula González Vigil Yáñez | Clérigo               | 12 de julio de 1834      | 11 de agosto de 1834    |

## Clausura
Si bien en principio la Convención Nacional solo debía dedicarse a  hacer las reformas constitucionales, más tarde desbordó esa labor y elaboró leyes complementarias de la Constitución o las que consideró urgentes. El 11 de agosto de 1834 clausuró sus sesiones. Pese al optimismo y algarabía con que los legisladores dieron por concluida su labor, hubo quienes como Luna Pizarro no quedaron contentos del todo, pues consideraron que la prisa con que se hizo los cambios constitucionales impidió dar un necesario pulimento a los mismos.